# Ivinhema
Ivinhema, amtlich portugiesisch Município de Ivinhema, ist eine Stadt im brasilianischen Bundesstaat Mato Grosso do Sul in der Großregion Região Centro-Oeste (Mittelwesten). Die Bevölkerung wurde zum 1. Juli 2021 auf 23.277 Einwohner geschätzt, die Ivinhemenser genannt werden und auf einer Gemeindefläche von rund 2003,4 km² leben. Sie liegt im Vale do Ivinhema.

## Geografie

### Lage
Die Stadt liegt 284 km von der Hauptstadt des Bundesstaates (Campo Grande) und 1196 km von der Bundeshauptstadt (Brasília) entfernt. Die Stadt grenzt an Nova Andradina, Novo Horizonte do Sul, Angélica, Deodápolis und Jateí.

### Klima
Die Stadt hat tropisches Klima AW nach der Klimaklassifikation von Köppen und Geiger. Die Klima ist besonders im Norden und Nordwesten der Stadt feucht.
Die durchschnittliche Niederschlagsmenge liegt zwischen 1400 und 1700 mm im Jahr.
Die tiefste je gemessene Temperatur in der Stadt ist 0 °C (14. August 1978). Die höchste Temperatur wurde mit 40,3 °C am 26. September 2004 gemessen.
|                   | Jan  | Feb  | Mär  | Apr  | Mai  | Jun  | Jul  | Aug  | Sep  | Okt  | Nov  | Dez  |   |      |
| Temperatur (°C)   | 26,2 | 24,5 | 23,7 | 22,4 | 19,4 | 20,7 | 20,8 | 21,6 | 23,0 | 24,5 | 25,4 | 23,6 | Ø | 23,0 |
| Niederschlag (mm) | 172  | 164  | 129  | 99   | 99   | 74   | 25   | 75   | 104  | 241  | 151  | 201  | Σ | 1534 |

### Gewässer
Die Stadt steht unter dem Einfluss des Río Paraguay und des Rio Paraná, die zum Flusssystem des Río de la Plata gehören. Die wichtigsten Flüsse im Gemeindegebiet:
- Rio Ivinhema: rechter Nebenfluss des Rio Paraná
- Rio Pipocu: linker Nebenfluss des Rio Pirajuí
- Rio Pirajuí: linker Nebenfluss des Rio Guiraí
- Rio Piravevê: rechter Nebenfluss des Rio Ivinhema
- Rio Vitória: rechter Nebenfluss des Rio Ivinhema
- Rio Libório: rechter Nebenfluss des Rio Vitória
- Rio Guiraí: rechter Nebenfluss des Rio Ivinhema

### Vegetation
Das Gebiet ist ein Teil der Cerrados (Savanne Zentralbrasiliens).

## Verkehr
Die Bundesstraße BR-376 und die Landesstraße MS-141 kreuzen sich in der Stadt.

## Kommunalpolitik
Stadtpräfekt (Bürgermeister) für die Amtszeit von 2017 bis 2020 wurde bei der Kommunalwahl 2016 Éder Uilson França Lima, genannt „Tuta“, vom Partido da Social Democracia Brasileira (PSDB).
Bei der Kommunalwahl 2020 wurde Juliano Barros Donato von den Democratas (DEM) für die Amtszeit von 2021 bis 2024 zum Stadtpräfekten gewählt.

## Wirtschaftsdaten und HDI
Das Bruttosozialprodukt pro Kopf lag 2019 bei 59.623,60 Real, der Index der menschlichen Entwicklung (HDI) bei 0,720.

## Sport
Der heimische Fußballverein Ivinhema FC gewann 2008 die Staatsmeisterschaft von Mato Grosso do Sul, er spielt im örtlichen Estádio Luís Saraiva Vieira.

## Söhne und Töchter der Stadt
- Victória Lopes (* 1999), Beachvolleyballspielerin